# Engaru
Engaru (遠軽町?) è una cittadina giapponese della prefettura di Hokkaidō.